# إدواردو رييس أورتيز
إدواردو رييس أورتيز (بالإسبانية: Eduardo Reyes Ortíz)‏ (1906 – تاريخ الوفاة غير معلوم) لاعب كرة قدم بوليفي راحل كان يجيد اللعب في خط الهجوم .
لعب طوال مسيرته الرياضية في نادي سترونغست . شارك مع منتخب بوليفيا في بطولة كأس العالم 1930 في الأوروغواي .

## روابط خارجية
- إدواردو رييس أورتيز على موقع الاتحاد الدولي (مؤرشف)  (الإنجليزية)
- إدواردو رييس أورتيز على موقع ناشيونال فوتبول تيمز (الإنجليزية)
- إدواردو رييس أورتيز على موقع Soccerway.com (الإنجليزية)
- إدواردو رييس أورتيز على موقع عالم كرة القدم.نت (الإنجليزية)